# Chaetopteryx sahlbergi
Chaetopteryx sahlbergi är en nattsländeart som beskrevs av Mclachlan 1876. Chaetopteryx sahlbergi ingår i släktet Chaetopteryx och familjen husmasknattsländor. Arten är reproducerande i Sverige. Utöver nominatformen finns också underarten C. s. minor.